# Nomen oblitum
Nomen oblitum (plurál nomina oblita, z lat., "zapomenuté jméno") je termín který v taxonomii znamená jméno, které se nepoužívalo déle než 50 let pro druh popsaný později pod jiným jménem.
Nejznámějším příkladem je zřejmě jméno Scrotum humanum (šourek lidský), pod nímž byl původně popsán teropodní dinosaurus rodu Megalosaurus.